# Pristava, Novo mesto
Pristava je naselje v Občini Novo mesto.